# Meidericher Spielverein Duisburg 1996-1997
Questa voce raccoglie le informazioni riguardanti il Meidericher Spielverein Duisburg nelle competizioni ufficiali della stagione 1996-1997.

## Stagione
Nella stagione 1996-1997 il Duisburg, allenato da Friedhelm Funkel, concluse il campionato di Bundesliga al 9º posto. In Coppa di Germania il Duisburg fu eliminato agli ottavi di finale dall'Energie Cottbus.

## Rosa
| N. |                        | Ruolo | Calciatore        |
| -- | ---------------------- | ----- | ----------------- |
| 1  | Germania (bandiera)    | P     | Holger Gehrke     |
| 2  | Germania (bandiera)    | D     | Joachim Hopp      |
| 3  | Germania (bandiera)    | C     | Dietmar Hirsch    |
| 4  | Germania (bandiera)    | D     | Torsten Wohlert   |
| 5  | Paesi Bassi (bandiera) | D     | Alfred Nijhuis    |
| 6  | Germania (bandiera)    | D     | Oliver Westerbeek |
| 8  | Germania (bandiera)    | A     | Markus Osthoff    |
| 9  | Togo (bandiera)        | A     | Bachirou Salou    |
| 10 | Germania (bandiera)    | C     | Dirk Anders       |
| 11 | Germania (bandiera)    | A     | Marcus Marin      |
| 12 | Norvegia (bandiera)    | P     | Thomas Gill       |
| 13 | Germania (bandiera)    | D     | Markus Reiter     |

| N. |                     | Ruolo | Calciatore        |
| -- | ------------------- | ----- | ----------------- |
| 14 | Croazia (bandiera)  | C     | Miroslav Bičanić  |
| 15 | Germania (bandiera) | D     | Horst Steffen     |
| 16 | Germania (bandiera) | C     | Marc Kienle       |
| 17 | Germania (bandiera) | C     | Thomas Puschmann  |
| 18 | Germania (bandiera) | A     | Uwe Spies         |
| 20 | Germania (bandiera) | C     | Michael Zeyer     |
| 21 | Germania (bandiera) | C     | Thomas Vana       |
| 22 | Germania (bandiera) | D     | Stefan Emmerling  |
| 24 | Germania (bandiera) | C     | Carsten Wolters   |
| 25 | Svezia (bandiera)   | A     | Niklas Skoog      |
| 28 | Germania (bandiera) | P     | Thorsten Albustin |

## Organigramma societario
Area tecnica
- Allenatore: Friedhelm Funkel
- Allenatore in seconda:
- Preparatore dei portieri:
- Preparatori atletici:

## Calciomercato

### Sessione estiva
| Acquisti | Acquisti         | Acquisti          | Acquisti |
| R.       | Nome             | da                | Modalità |
| -------- | ---------------- | ----------------- | -------- |
| A        | Uwe Spies        | Friburgo          |          |
| C        | Carsten Wolters  | Borussia Dortmund |          |
| C        | Miroslav Bičanić | Osijek            |          |
| A        | Tomislav Erceg   | Grasshoppers      |          |
| P        | Thomas Gill      | Sturm Graz        |          |
| A        | Niklas Skoog     | Västra Frölunda   |          |
| D        | Horst Steffen    | Uerdingen 05      |          |
| C        | Michael Zeyer    | Waldhof Mannheim  |          |

| Cessioni | Cessioni            | Cessioni      | Cessioni |
| R.       | Nome                | a             | Modalità |
| -------- | ------------------- | ------------- | -------- |
| A        | Alexander Löbe      | Lubecca       |          |
| P        | Martin Pieckenhagen | Hansa Rostock |          |
| C        | Rainer Schütterle   | Ried          |          |

### Sessione invernale
| Acquisti | Acquisti | Acquisti | Acquisti |
| R.       | Nome     | da       | Modalità |
| -------- | -------- | -------- | -------- |

| Cessioni | Cessioni       | Cessioni       | Cessioni |
| R.       | Nome           | a              | Modalità |
| -------- | -------------- | -------------- | -------- |
| A        | Tomislav Erceg | Hajduk Spalato |          |

## Risultati

### Bundesliga

#### Girone di andata
| Arbitro: | Albrecht |

|           |           |  |
| Közle 31’ | Marcatori |  |

| Arbitro: | Buchhart |

|                  |           |                       |
| Marin 54’ (rig.) | Marcatori | 65’, 71’, 82’ Kirsten |

| Arbitro: | Heynemann |

|  |           |                                           |
|  | Marcatori | 15’ Klinsmann 24’, 90’ Ziege 60’ Witeczek |

| Arbitro: | Wagner |

|                |           |            |
| von Heesen 56’ | Marcatori | 65’ Hirsch |

| Arbitro: | Merk |

|  |           |         |
|  | Marcatori | 45’ Max |

| Arbitro: | Kemmling |

|          |           |  |
| Fink 45’ | Marcatori |  |

| Arbitro: | Best |

|                              |           |                                |
| Westerbeek 9’ Salou 70’, 77’ | Marcatori | 50’ Wiedener 88’ Pfeifenberger |

| Arbitro: | Zerr |

|           |           |             |
| Spörl 87’ | Marcatori | 80’ Wohlert |

| Arbitro: | Wagner |

|                                       |           |  |
| Emmerling 24’ Wohlert 41’ Bičanić 89’ | Marcatori |  |

| Arbitro: | Malbranc |

|                            |           |  |
| Tretschok 50’ Kirovski 77’ | Marcatori |  |

| Duisburg 19 ottobre 1996, ore 15:30 CEST 11ª giornata | Duisburg | 0 – 0 referto | Fortuna Düsseldorf | Wedaustadion (19 500 spett.)\| Arbitro: \| Fandel \| |
| Arbitro:                                              | Fandel   |               |                    |                                                      |

| Arbitro: | Koop |

|              |           |             |
| Jeremies 15’ | Marcatori | 33’ Nijhuis |

| Arbitro: | Fröhlich |

|                  |           |                                  |
| Marin 68’ (rig.) | Marcatori | 35’, 70’, 72’ Wassmer 76’ Sutter |

| Arbitro: | Buchhart |

|  |           |           |
|  | Marcatori | 82’ Salou |

| Arbitro: | Merk |

|                               |           |          |
| Osthoff 7’ Vana 49’ Zeyer 78’ | Marcatori | 1’ Élber |

| Arbitro: | Albrecht |

|  |           |           |
|  | Marcatori | 84’ Marin |

| Arbitro: | Strampe |

|           |           |  |
| Skoog 87’ | Marcatori |  |

#### Girone di ritorno
| Arbitro: | Aust |

|                  |           |          |
| Marin 22’ (rig.) | Marcatori | 45’ Wosz |

| Arbitro: | Fleske |

|           |           |  |
| Wörns 36’ | Marcatori |  |

| Arbitro: | Kemmling |

|                                                          |           |                  |
| Basler 3’ Klinsmann 26’ Ziege 48’, 59’ Reiter 53’ (aut.) | Marcatori | 72’, 83’ Nijhuis |

| Duisburg 8 marzo 1997, ore 15:30 CET 21ª giornata | Duisburg | 0 – 0 referto | Arminia Bielefeld | Wedaustadion (20 000 spett.)\| Arbitro: \| Zerr \| |
| Arbitro:                                          | Zerr     |               |                   |                                                    |

| Arbitro: | Albrecht |

|                                           |           |  |
| Anderbrügge 5’ Held 66’ Max 72’ Linke 90’ | Marcatori |  |

| Arbitro: | Steinborn |

|                       |           |                        |
| Salou 72’ Nijhuis 74’ | Marcatori | 12’ Carl 38’ Kir'jakov |

| Arbitro: | Fandel |

|  |           |                     |
|  | Marcatori | 40’ Zeyer 52’ Salou |

| Arbitro: | Aust |

|          |           |                |
| Vana 53’ | Marcatori | 54’ Ivanauskas |

| Arbitro: | Stark |

|                       |           |                                                                |
| Andersen 8’ Braun 22’ | Marcatori | 42’ (aut.) Schmidt 61’ Marin 68’ Salou 74’ Wolters 86’ Steffen |

| Arbitro: | Malbranc |

|                                     |           |                            |
| Salou 8’ Marin 47’ Zeyer 86’ (rig.) | Marcatori | 60’ Ricken 88’ (rig.) Zorc |

| Arbitro: | Strampe |

|             |           |           |
| Istenič 64’ | Marcatori | 45’ Marin |

| Arbitro: | Krug |

|                     |           |                                       |
| Salou 15’ Skoog 78’ | Marcatori | 64’ Nowak 67’ (rig.) Heldt 79’ Trares |

| Arbitro: | Dardenne |

|                                  |           |  |
| Frontzeck 53’ (rig.) Guezmir 85’ | Marcatori |  |

| Arbitro: | Fröhlich |

|  |           |              |
|  | Marcatori | 11’ Beinlich |

| Arbitro: | Heynemann |

|  |           |                  |
|  | Marcatori | 52’, 69’ Osthoff |

| Arbitro: | Gettke |

|                                                |           |                          |
| Hirsch 35’ Emmerling 39’ Wolters 62’ Zeyer 68’ | Marcatori | 5’ Pettersson 84’ Dahlin |

| Arbitro: | Keßler |

|  |           |                         |
|  | Marcatori | 33’ Marin 77’ Puschmann |

### Coppa di Germania
| Arbitro: | Schütz |

|            |           |                          |
| Simsek 39’ | Marcatori | 70’, 108’ Marin 92’ Löbe |

| Arbitro: | Zerr |

|           |           |  |
| Hopp 113’ | Marcatori |  |

| Arbitro: | Kemmling |

|                                        |                      |                                    |
| Konetzke 67’ Melzig 96’                | Marcatori            | 89’ Wohlert 99’ Bičanić            |
| Jesse Benken Zöphel Kronhardt Woltmann | Tiri di rigore 5 – 4 | Hirsch Bičanić Anders Marin Kienle |

## Statistiche

### Statistiche di squadra
| Competizione      | Punti | In casa | In casa | In casa | In casa | In casa | In casa | In trasferta | In trasferta | In trasferta | In trasferta | In trasferta | In trasferta | Totale | Totale | Totale | Totale | Totale | Totale | DR |
| Competizione      | Punti | G       | V       | N       | P       | Gf      | Gs      | G            | V            | N            | P            | Gf           | Gs           | G      | V      | N      | P      | Gf     | Gs     | DR |
| ----------------- | ----- | ------- | ------- | ------- | ------- | ------- | ------- | ------------ | ------------ | ------------ | ------------ | ------------ | ------------ | ------ | ------ | ------ | ------ | ------ | ------ | -- |
| Bundesliga        | 45    | 17      | 6       | 5       | 6       | 25      | 27      | 17           | 6            | 4            | 7            | 19           | 22           | 34     | 12     | 9      | 13     | 44     | 49     | -5 |
| Coppa di Germania | -     | 1       | 1       | 0       | 0       | 1       | 0       | 2            | 1            | 1            | 0            | 5            | 3            | 3      | 2      | 1      | 0      | 6      | 3      | +3 |
| Coppa Intertoto   | -     | 4       | 3       | 1       | 0       | 7       | 1       | 4            | 1            | 2            | 1            | 3            | 4            | 8      | 4      | 3      | 1      | 10     | 5      | +5 |
| Totale            | 45    | 22      | 10      | 6       | 6       | 33      | 28      | 23           | 8            | 7            | 8            | 27           | 29           | 45     | 18     | 13     | 14     | 60     | 57     | +3 |

### Andamento in campionato
| Giornata  | 1  | 2  | 3  | 4  | 5  | 6  | 7  | 8  | 9  | 10 | 11 | 12 | 13 | 14 | 15 | 16 | 17 | 18 | 19 | 20 | 21 | 22 | 23 | 24 | 25 | 26 | 27 | 28 | 29 | 30 | 31 | 32 | 33 | 34 |
| --------- | -- | -- | -- | -- | -- | -- | -- | -- | -- | -- | -- | -- | -- | -- | -- | -- | -- | -- | -- | -- | -- | -- | -- | -- | -- | -- | -- | -- | -- | -- | -- | -- | -- | -- |
| Luogo     | T  | C  | C  | T  | C  | T  | C  | T  | C  | T  | C  | T  | C  | T  | C  | T  | C  | C  | T  | T  | C  | T  | C  | T  | C  | T  | C  | T  | C  | T  | C  | T  | C  | T  |
| Risultato | P  | P  | P  | N  | P  | P  | V  | N  | V  | P  | N  | N  | P  | V  | V  | V  | V  | N  | P  | P  | N  | P  | N  | V  | N  | V  | V  | N  | P  | P  | P  | V  | V  | V  |
| Posizione | 15 | 17 | 18 | 18 | 18 | 18 | 16 | 16 | 15 | 16 | 16 | 16 | 17 | 15 | 13 | 11 | 10 | 10 | 12 | 13 | 13 | 14 | 14 | 14 | 14 | 12 | 11 | 10 | 11 | 14 | 15 | 13 | 11 | 9  |

Legenda:

Luogo: C = Casa; T = Trasferta. Risultato: V = Vittoria; N = Pareggio; P = Sconfitta.

### Statistiche dei giocatori
| Giocatore     | Bundesliga | Bundesliga | Bundesliga  | Bundesliga | Coppa di Germania | Coppa di Germania | Coppa di Germania | Coppa di Germania | Totale   | Totale | Totale      | Totale     |
| Giocatore     | Presenze   | Reti       | Ammonizioni | Espulsioni | Presenze          | Reti              | Ammonizioni       | Espulsioni        | Presenze | Reti   | Ammonizioni | Espulsioni |
| ------------- | ---------- | ---------- | ----------- | ---------- | ----------------- | ----------------- | ----------------- | ----------------- | -------- | ------ | ----------- | ---------- |
| T. Albustin   | 1          | 0          | 0           | 0          | 0                 | 0                 | 0                 | 0                 | 1        | 0      | 0           | 0          |
| D. Anders     | 6          | 0          | 0           | 0          | 3                 | 0                 | 0                 | 0                 | 9        | 0      | 0           | 0          |
| M. Bičanić    | 14         | 1          | 1           | 0          | 3                 | 1                 | 1                 | 0                 | 17       | 2      | 2           | 0          |
| S. Emmerling  | 32         | 2          | 6           | 0          | 3                 | 0                 | 0                 | 0                 | 35       | 2      | 6           | 0          |
| T. Erceg      | 5          | 0          | 0           | 0          | 1                 | 0                 | 0                 | 0                 | 6        | 0      | 0           | 0          |
| H. Gehrke     | 8          | 0          | 0           | 1          | 2                 | 0                 | 0                 | 0                 | 10       | 0      | 0           | 1          |
| T. Gill       | 26         | 0          | 1           | 0          | 1                 | 0                 | 0                 | 0                 | 27       | 0      | 1           | 0          |
| D. Hirsch     | 27         | 2          | 10          | 0          | 3                 | 0                 | 0                 | 0                 | 30       | 2      | 10          | 0          |
| J. Hopp       | 22         | 0          | 5           | 0          | 2                 | 1                 | 0                 | 0                 | 24       | 1      | 5           | 0          |
| M. Kienle     | 4          | 0          | 0           | 0          | 1                 | 0                 | 0                 | 0                 | 5        | 0      | 0           | 0          |
| A. Löbe       | 4          | 0          | 0           | 0          | 1                 | 1                 | 1                 | 0                 | 5        | 1      | 1           | 0          |
| M. Marin      | 26         | 8          | 3           | 0          | 2                 | 2                 | 1                 | 0                 | 28       | 10     | 4           | 0          |
| A. Nijhuis    | 32         | 4          | 4           | 0          | 2                 | 0                 | 0                 | 0                 | 34       | 4      | 4           | 0          |
| M. Osthoff    | 29         | 3          | 5           | 1          | 2                 | 0                 | 2                 | 0                 | 31       | 3      | 7           | 1          |
| T. Puschmann  | 28         | 1          | 2           | 0          | 2                 | 0                 | 1                 | 0                 | 30       | 1      | 3           | 0          |
| M. Reiter     | 19         | 0          | 2           | 0          | 0                 | 0                 | 0                 | 0                 | 19       | 0      | 2           | 0          |
| B. Salou      | 30         | 8          | 1           | 0          | 2                 | 0                 | 0                 | 0                 | 32       | 8      | 1           | 0          |
| N. Skoog      | 14         | 2          | 0           | 0          | 0                 | 0                 | 0                 | 0                 | 14       | 2      | 0           | 0          |
| U. Spies      | 0          | 0          | 0           | 0          | 0                 | 0                 | 0                 | 0                 | 0        | 0      | 0           | 0          |
| H. Steffen    | 17         | 1          | 3           | 0          | 1                 | 0                 | 0                 | 0                 | 18       | 1      | 3           | 0          |
| T. Vana       | 17         | 2          | 4           | 0          | 2                 | 0                 | 1                 | 0                 | 19       | 2      | 5           | 0          |
| O. Westerbeek | 15         | 1          | 2           | 1          | 2                 | 0                 | 0                 | 0                 | 17       | 1      | 2           | 1          |
| T. Wohlert    | 27         | 2          | 8           | 1          | 3                 | 1                 | 0                 | 0                 | 30       | 3      | 8           | 1          |
| C. Wolters    | 25         | 2          | 3           | 0          | 1                 | 0                 | 1                 | 0                 | 26       | 2      | 4           | 0          |
| M. Zeyer      | 34         | 4          | 3           | 0          | 3                 | 0                 | 2                 | 0                 | 37       | 4      | 5           | 0          |